# Runenstein von Skåäng

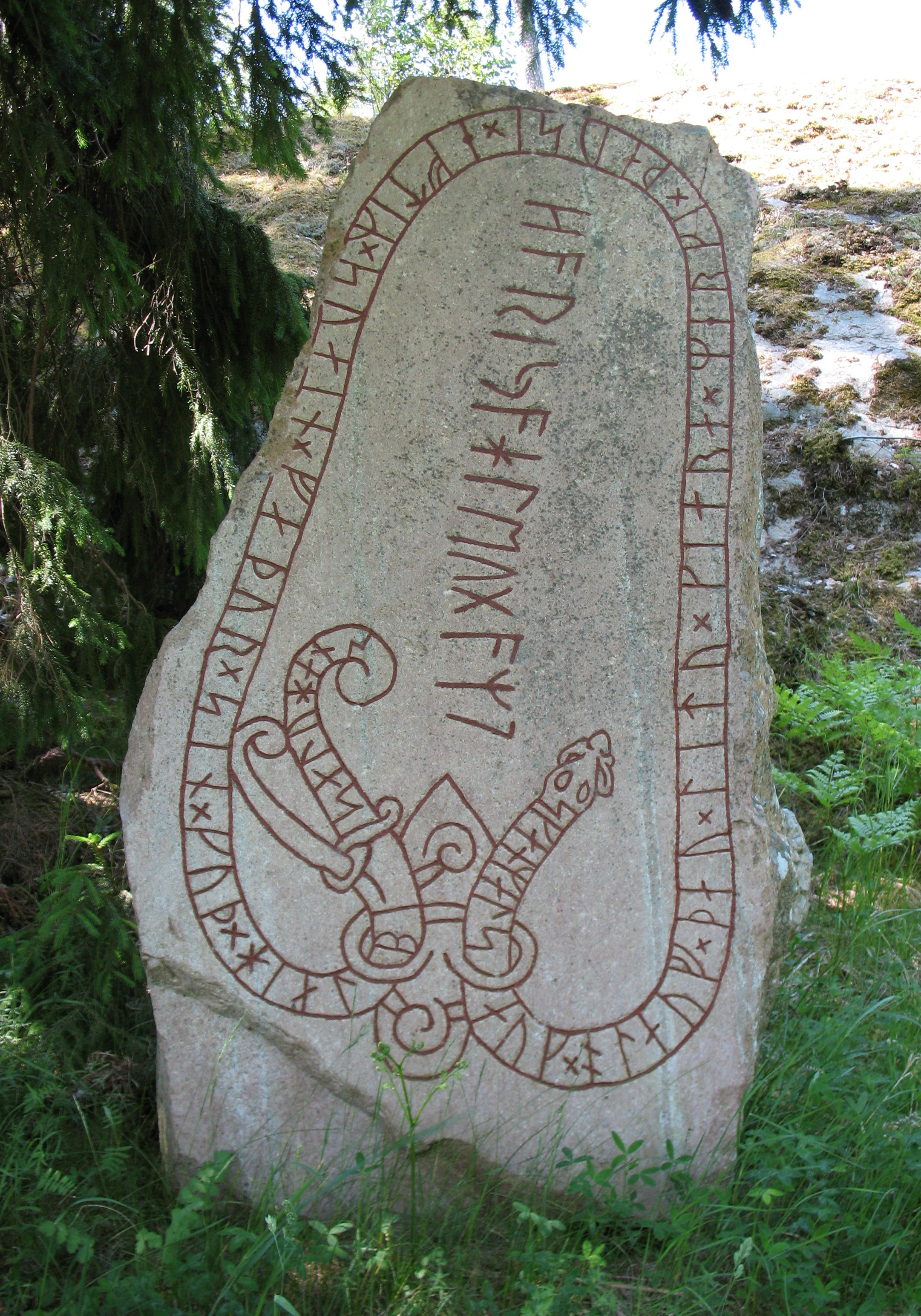
Runenstein von Skåäng

Der Runenstein von Skåäng (Nr. Sö 32) in Södermanland (Schweden) ist ein Runenstein aus rötlichem Granit. Er ist der einzige, der während der Wikingerzeit (800–1050 n. Chr.) mit einer Inschrift mit Runen des jüngeren Futhark versehen wurde, obwohl er bereits während der germanischen Eisenzeit um 500 n. Chr. mit Runen des älteren Futhark beschrieben war.
1956 wurde der Stein an seinem heutigen Platz in der Nähe des ursprünglichen Fundorts wieder aufgestellt. Er steht bei Lillgården, an der Straße von Vagnhärad nach Sund.

## Forschungsgeschichte
Als 1830 eine Lithographie des Steins veröffentlicht wurde, lag er auf Skåängs Feld. Man hielt ihn für einen unauffälligen Stein mit einer unbedeutenden Inschrift aus dem 11. Jahrhundert. 1867 entdeckte der spätere Reichsantiquar Hans Olof Hildebrand (1842–1913) eine senkrechte Reihe mit Runen des älteren Futhark in einer rechtsläufigen Inschrift innerhalb der wikingerzeitlichen Runenschlange, woraufhin weitere Untersuchungen erfolgten.

## Inschriften

### Die ältere Inschrift
Die runennordische ältere Inschrift harijaleugaz steht rechtsläufig senkrecht in der Mitte des Steins (Bild). Sie wird auf etwa um 500 n. Chr. datiert. Die Inschrift besteht aus dem transliterierten Namen Harija und Leugaz. Beide Schriftzüge werden von einer morphisch unklaren Rune oder einem Zeichen beschlossen (Nr. 7, 14), die heute zumeist mit Wolfgang Krause als „Hofmarken“, (also Zeichen) von Familien oder Sippen, gedeutet werden. Düwel ist bei dieser Deutung unsicher. Elmer H. Antonsen (1929–2008) konjiziert in Nr. 7 eine ursprüngliche n-Rune die gespiegelt und nachträglich korrigiert wurde. Die Deutung als Trennzeichen zwischen den Namen ist eine weitere Lösung und steht möglicherweise mit dem Schlusszeichen/Rune 14 (nach dem z) in diesbezüglichem Kontext (nach Antonsen eine ungeklärte Form, die an die Ziffer 7 erinnert). Des Weiteren ist auffällig, dass die h-Rune seitenverkehrt geschrieben wurde.

#### Harija
Das Nomen Harija aus der inschriftlichen Form harija(n) (Antonsen: Maskulinum Genitiv Singular) weist nach Antonsen einen jan-Stamm zu germanisch *har-jan-ez auf. Vergleichbar ist die Form mit der Inschrift Harja des Kammes aus dem Moorfund von Vimose mit der Bedeutung „Krieger, Kämpfer“. Krause liest in Harija einen männlichen Personennamen (PN). Bei germanisch *harja- handelt es sich um eine häufige und zur ältesten Schicht gehörende Form germanischer Namenbildung. Sie ist belegt in Personen-, Götter- und Völkernamen (siehe PN: Hariwulf (Runenstein von Stentoften), GN: Hariasa, VN: Harier).

#### Leugaz
Leugaz (Antonsen: Maskulinum Nominativ Singular) ist vergleichend zu gotisch liugan = „heiraten“ zu stellen mit der ausgehenden Bedeutung von „einen Eid schwören“. Antonsen und Ottar Grønvik lesen mit Schramm einen PN als Form eines Nomina Agentis: „der (Eid) Schwörer“. Dahingehend sind vergleichbare Formen althochdeutsch ur-liugi, altnordisch ǫr-lygi und mittelniederdeutsch or-loge mit der Bedeutung des „Eidbruchs“. Antonsen verweist auf die indogermanische Wortwurzel *lewgh-o-s mit der Bedeutung „rechtliche Vereinbarung“.

#### Interpretation
Die Inschrift wird unterschiedlich gesamtinterpretiert und übersetzt:

Antonsen liest:
harijanleugaz (1Z), Harijan Leugaz = [monument] of Harija (=warrior)  - Leugaz [errected it]. Syntax: Nomen, PN
Grønvik liest:
harijaʌ̵leugaʀ|, Har{i}ja ā Leugaʀ = Har{i}ja (=warrior) and Leugaʀ. Syntax: Nomen + Konjektur + PN
Krause liest:
harija(1Z)leugaʀ(1Z)|, Harija (1Z) Leugaʀ (1Z) = Harija - Leugaʀ. Syntax: PN, Zeichen (Hofmarke), Nomen, Zeichen (Hofmarke)

### Die wikingerzeitliche Inschrift
Die jüngere Inschrift ist eine gewöhnliche Gedenkinschrift. Sie lautet in der deutschen Übersetzung:
„Skammhals (Kurzhals) und Olov, die ließen dieses Denkmal machen in Gedenken an Svæin, ihren Vater. Gott helfe seiner Seele“.
Ein Geschwisterpaar hat den Stein für den verstorbenen Vater beschriften lassen. „Olov“ ist hier ein Frauenname. Dies geht aus der Form des Relativpronomens „þau“ hervor. Wären die beiden gleichen Geschlechts, müsste das Pronomen die Form „þæiR“ haben. Die Benutzung des Namens „Olauf“ könnte den Versuch des Runenmeisters darstellen, den Namen von der männlichen Form zu unterscheiden. Skanmals ist eine Schreibweise von Skammhals (Kurzhals), ein Beiname, der in Södermanland auf zwei weiteren Runensteinen belegt ist. „Gott helfe seiner Seele“ ist eine in Inschriften der zweiten Hälfte des 11. Jahrhunderts häufig vorkommende, christliche Formel.
In der Nähe steht der Runenstein von Fredriksdal.